# Alliance Premier League 1979-1980
L'Alliance Premier League 1979-1980 è stata la 1ª edizione del campionato inglese di calcio di quinta divisione.

## Squadre partecipanti
| Squadra                | Città                | Stagione precedente                           |
| ---------------------- | -------------------- | --------------------------------------------- |
| Altrincham             | Altrincham           | 2º posto in Northern Premier League           |
| Bangor City            | Bangor               | 12º posto in Northern Premier League          |
| Barnet                 | Londra (High Barnet) | 13º posto in Southern League Premier Division |
| Barrow                 | Barrow-in-Furness    | 16º posto in Northern Premier League          |
| Bath City              | Bath                 | 5º posto in Southern League Premier Division  |
| Boston United          | Boston               | 6º posto in Northern Premier League           |
| Gravesend & Northfleet | Northfleet           | 12º posto in Southern League Premier Division |
| Kettering Town         | Kettering            | 2º posto in Southern League Premier Division  |
| Leamington             | Leamington Spa       | 7º posto in Southern League Premier Division  |
| Maidstone United       | Maidstone            | 4º posto in Southern League Premier Division  |
| Northwich Victoria     | Northwich            | 10º posto in Northern Premier League          |
| Nuneaton Borough       | Nuneaton             | 11º posto in Southern League Premier Division |
| Redditch United        | Redditch             | 8º posto in Southern League Premier Division  |
| Scarborough            | Scarborough          | 4º posto in Northern Premier League           |
| Stafford Rangers       | Stafford             | 8º posto in Northern Premier League           |
| Telford United         | Telford              | 3º posto in Southern League Premier Division  |
| Wealdstone             | Londra (Ruislip)     | 15º posto in Southern League Premier Division |
| Weymouth               | Weymouth             | 6º posto in Southern League Premier Division  |
| Worcester City         | Worcester            | 1º posto in Southern League Premier Division  |
| Yeovil Town            | Yeovil               | 9º posto in Southern League Premier Division  |

## Classifica finale
|  | Pos. | Squadra                | Pt | G  | V  | N  | P  | GF | GS | DR  |
|  | ---- | ---------------------- | -- | -- | -- | -- | -- | -- | -- | --- |
|  | 1    | Altrincham             | 56 | 38 | 24 | 8  | 6  | 79 | 35 | +44 |
|  | 2    | Weymouth               | 54 | 38 | 22 | 10 | 6  | 73 | 37 | +36 |
|  | 3    | Worcester City         | 49 | 38 | 19 | 11 | 8  | 53 | 36 | +17 |
|  | 4    | Boston Utd             | 45 | 38 | 16 | 13 | 9  | 52 | 43 | +9  |
|  | 5    | Gravesend & Northfleet | 44 | 38 | 17 | 10 | 11 | 49 | 44 | +5  |
|  | 6    | Maidstone Utd          | 43 | 38 | 16 | 11 | 11 | 54 | 37 | +17 |
|  | 7    | Kettering Town         | 43 | 38 | 15 | 13 | 10 | 55 | 50 | +5  |
|  | 8    | Northwich Victoria     | 42 | 38 | 16 | 10 | 12 | 50 | 38 | +12 |
|  | 9    | Bangor City            | 42 | 38 | 14 | 14 | 10 | 41 | 46 | -5  |
|  | 10   | Nuneaton Borough       | 39 | 38 | 13 | 13 | 12 | 58 | 44 | +14 |
|  | 11   | Scarborough            | 39 | 38 | 12 | 15 | 11 | 47 | 38 | +9  |
|  | 12   | Yeovil Town            | 36 | 38 | 13 | 10 | 15 | 46 | 49 | -3  |
|  | 13   | Telford Utd            | 34 | 38 | 13 | 8  | 17 | 52 | 60 | -8  |
|  | 14   | Barrow                 | 34 | 38 | 14 | 6  | 18 | 47 | 55 | -8  |
|  | 15   | Wealdstone             | 33 | 38 | 9  | 15 | 14 | 42 | 54 | -12 |
|  | 16   | Bath City              | 32 | 38 | 10 | 12 | 16 | 43 | 69 | -26 |
|  | 17   | Barnet                 | 30 | 38 | 10 | 10 | 18 | 32 | 48 | -16 |
|  | 18   | Leamington             | 25 | 38 | 7  | 11 | 20 | 32 | 63 | -31 |
|  | 19   | Stafford Rangers       | 22 | 38 | 6  | 10 | 22 | 41 | 57 | -16 |
|  | 20   | Redditch Utd           | 18 | 38 | 5  | 8  | 25 | 26 | 69 | -43 |

Legenda:
      Ammesso al processo di elezione in Football League.
      Retrocesso in Southern League 1980-1981.
Regolamento:
Due punti a vittoria, uno a pareggio, zero a sconfitta.
In caso di arrivo di due o più squadre a pari punti, la graduatoria verrà stilata secondo i seguenti criteri:
- differenza reti
- maggior numero di gol segnati

## Elezione in Football League
| Club            | Lega                    | Voti | Verdetto   |
| --------------- | ----------------------- | ---- | ---------- |
| Darlington      | Fourth Division         | 49   | Rieletto   |
| Crewe Alexandra | Fourth Division         | 48   | Rieletto   |
| Hereford United | Fourth Division         | 28   | Rieletto   |
| Rochdale        | Fourth Division         | 26   | Rieletto   |
| Altrincham      | Alliance Premier League | 25   | Non Eletto |